# رابرت دنیرو سینیور
رابرت دنیرو یا رابرت دنیروی پدر (به انگلیسی: Robert De Niro, Sr) (۱۷ ژانویه ۱۹۲۲ - ۳ مهٔ ۱۹۹۳) نقاش سبک اکسپرسیونیسم انتزاعی بود. همچنین وی پدر رابرت دنیرو بازیگر پر آوازه سینمای هالیوود بود.